# Agência Judaica
A Agência Judaica (em hebraico:  הסוכנות היהודית לארץ ישראל, transl. HaSochnut HaYehudit), oficialmente Agência Judaica para a Terra de Israel (em hebraico:  הסוכנות היהודית, HaSochnut HaYehudit L'Eretz Yisra'el), também conhecida apenas como Sochnut, foi a organização que serviu como autoridade para a comunidade judaica na Palestina antes da fundação do Estado de Israel. Serviu de interlocutor com os britânicos, e se tornou posteriormente a responsável pela recepção dos imigrantes e pela absorção dos judeus vindos da Diáspora judia.